# Jozef Šimončič
Jozef Šimončič (Dejte, 1928. június 18. – Nagyszombat, 2020. november 21.) szlovák történész, levéltáros.

## Élete
1954–1992 között Nagyszombat városi levéltáros, 1960-tól igazgató volt.
Történelmet a pozsonyi Comenius Egyetemen tanult, de tanulmányait katonai szolgálata (PTP) miatt meg kellett szakítania, majd 1971-ben szerzett ott doktorátust. 1994-ben ugyanott habilitált. A Pozsonyi Pedagógiai Főiskolán is tanult.
1989 novemberében a nagyszombati szentháromság szobor visszahelyezéséért emelt szót.
1998-ban a szlovák történelem professzorává nevezték ki. 2007-ig a Nagyszombati Egyetem oktatója.

## Elismerései
- 1998 Dejte tiszteletbeli polgára[4]
- 2007 Pribina kereszt III. osztálya
- 2015 Nagyszombati Egyetem aranyérme[5]

## Művei
- 1967 Okresný úrad v Trnave 1923-1945 (szerk.)
- 1969 Protifašistický odboj v Trnavskom okrese 1939-1945. Trnava
- 1971 Mesto Leopoldov – jeho vznik a vývoj. Vlastivedný časopis 20/2, 72-73.
- 1976 K mestským znakom. Vlastivedný časopis 25/3, 138-139.
- 1979 Trhy a jarmoky v Trnave v období feudalizmu. Vlastivedný časopis 28/2, 136-139.
- 1980 Pečate miest a obcí Trnavského okresu do roku 1850. Bratislava-Trnava
- 1988/2010 Dejiny Trnavy
- 1990 PhDr. Vendelín Jankovič, CSc., sedemdesiatpäťročný. Slovenská archivistika 25/2.
- 1992 Bernolákovské oslavy v Trnave roku 1937
- 1994 Centrálne rehoľné archívy v Ríme ako pramene k dejinám Slovenska. Trnava
- 1995 Archív Spolku sv. Vojtecha v Trnave. Trnava
- 1998 Mojej Trnave. K dejinám Trnavy a okolia
- 1999 Horúce hlavy. Bitka v šulekovskej krčme roku 1597. Historická revue – časopis o dejinách spoločnosti 6, 24-25.
- 1999 Vývoj a archívna charakteristika fondu detskej opatrovne v Trnave. In: Dejiny predškolskej výchovy na Slovensku. Zborník Múzea školstva a pedagogiky. Bratislava, 38-39.
- 2008 Archívy rehoľných generalátov v Ríme – pramene k dejinám Slovenska. Studia Historica Tyrnaviensia 7, 115-119.
- 2012 Dechtice – k dejinám rímsko katolíckej farnosti. 840. výročie Kostola Všetkých svätých (tsz.)
- 2016 Kanonické vizitácie kostolov a kláštorov benediktínov a františkánov v Trnave arcibiskupom Rudnayom roku 1823. Kultúrne dejiny 7, 31-48.
- 2018 Oláhov seminár v Trnave. In: Reformácia a jej dôsledky na Slovensku. Bratislava, 111-120.